# Kelley O’Connor
Kelley O’Connor (* im 20. Jahrhundert in Kalifornien) ist eine US-amerikanische Opernsängerin (Mezzosopran).

## Leben
Kelley O’Connor absolvierte ihre Gesangsausbildung an der Thornton School of Music und der University of California. Sie wirkt in erster Linie als Konzertsängerin, aber auch in szenischen Produktionen. Zu ihrem Repertoire zählen zum Beispiel Beethovens Missa solemnis und die 9. Sinfonie, Mendelsohns Oratorium Elias, John Adams’ Oratorium El Niño, Mozarts Requiem, Wagners Wesendonck-Lieder,  Das Lied von der Erde, Des Knaben Wunderhorn sowie die 2. Sinfonie, die 3. Sinfonie und 8. Sinfonie  von Mahler, Korngolds Abschiedslieder, Berios Folk Songs, Ravels Shéhérazade und die Jeremiah-Sinfonie von Leonard Bernstein. Zudem umfasst ihr Repertoire Werke zeitgenössischer Komponisten: so sang sie im Jahr 2019 die Uraufführung von Joby Talbots Kantate A Sheen of Dew on Flowers, gemeinsam mit Tobias Greenhalgh und der Britten Sinfonia unter der Leitung von Natalie Murray Beale in der Londoner Barbican Hall. In ihren Recitals interpretierte sie Werke von u. a. Thomas Adès, Leonard Bernstein, Johannes Brahms, Ernest Chausson, Claude Debussy, Jules Massenet, Henry Purcell, Maurice Ravel und Igor Strawinsky.
Sie konzertierte gemeinsam mit Orchestern wie den Berliner Philharmonikern, dem NDR Elbphilharmonie Orchester, dem Tonhalle-Orchester Zürich, dem London Symphony Orchestra, dem Philharmonia Orchestra, dem BBC Scottish Symphony Orchestra, dem Chicago Symphony Orchestra, dem Washingtoner National Symphony Orchestra, dem Budapester Festival Orchester, den New Yorker Philharmonikern, dem Boston Symphony Orchestra, der San Francisco Symphony, dem Cleveland Orchestra, dem Indianapolis Symphony Orchestra, dem Philadelphia Orchestra, dem Saint Louis Symphony Orchestra, dem Detroit Symphony Orchestra, dem Dallas Symphony Orchestra und dem Pittsburgh Symphony Orchestra.
Dabei arbeitete sie unter der Leitung von Dirigenten wie Simon Rattle, David Robertson, Iván Fischer, Matthias Pintscher, Louis Langrée, James Conlon, Gustavo Dudamel, Christoph Eschenbach, Bernard Haitink, Daniel Harding, Alan Gilbert, Wladimir Jurowski, Jun Märkl, Franz Welser-Möst, Andrés Orozco-Estrada, Krzysztof Urbański, Esa-Pekka Salonen und Jaap van Zweden und trat in bedeutenden Konzertsälen wie der Carnegie Hall und bei internationalen Festivals auf, zum Beispiel beim Lucerne Festival, Edinburgh Festival und Tanglewood Festival.
Als Opernsängerin wirkte sie unter anderem an der Lyric Opera of Chicago, der Boston Lyric Opera, der Los Angeles Opera, der Santa Fe Opera, der Cincinnati Opera und der Canadian Opera Company. Im Jahr 2003 sang sie in der Uraufführung von Osvaldo Golijovs einaktiger Oper Ainadamar die Rolle des Federico Garcia Lorca beim Tanglewood Festival unter der musikalischen Leitung von Robert Spano. Für die Aufnahme dieser Oper (Deutsche Grammophon) wurde sie 2007 mit dem Grammy Award ausgezeichnet.

## Opernrepertoire (Auswahl)
- Berlioz: Usule in Béatrice et Bénédict[7]
- Bizet: Mercédès in Carmen
- Britten: Hippolyta in  Ein Sommernachtstraum[8] und die Titelrolle in The Rape of Lucretia[3]
- Donizetti: Smeton in Anna Bolena[9]
- Golijov: Federico García Lorca in Ainadamar (Uraufführung beim Tanglewood Festival)[1]
- Puccini: Suzuki in Madama Butterfly
- Johann Strauss: Prinz Orlofsky in Die Fledermaus
- Verdi: Mrs. Meg Page in Falstaff[10]
- Wagner: Erda in Das Rheingold[11]

## Auszeichnungen
- 2007: Grammy Awards, Kategorie „Best Opera Recording“ für die Aufnahme der Oper Ainadamar von Osvaldo Golijov (Deutsche Grammophon)[6]